# Tord Amré
Tord Amré, född 1952 på Frösön i Jämtland, är en svensk bandyspelare. Amré spelade i Ope IF, Östersund. i både  fotboll (div,2) och bandy. Han gick till Ljusdal 1971 i bandy, spelade 2 finaler 1972 och 1975. Han vann SM 1975, (2 mål)  med Ljusdals BK 1975. Amré spelade med Ljusdals BK från 1971- 1989. Amré har gjort mest mål i Ljusdal genom alla tider. Amré gjorde även 2 säsonger i Hammarby IF, .Amré gjorde även 1 säsong i Bollnäs bandy 1992-93. Senare startade Amré Ljusdals BS, när Ljusdals bandyklubb hotades av konkurs 1993. Amré var även landslagsman i landhockey. Med bl. a. olympiskt kval 1977 ( i Sovjet) till OS 1980 i Moskva.